# Baker Street (chanson)
Pour les articles homonymes, voir Baker Street (homonymie).
Pistes de City to City
The Ark Right Down the Line
Baker Street est une chanson de Gerry Rafferty, son titre vient de la rue Baker Street, située à Londres.
Elle fait partie du deuxième album de Gerry Rafferty, City to City, enregistré en 1977. Sortie en single en 1978, elle a atteint la place de no 2 aux États-Unis. L'album, y compris Baker Street, a été coproduit par Rafferty et Hugh Murphy. Il a atteint les 5 millions d'exemplaires vendus d'après BMI.
En plus d'un solo de guitare, joué par Hugh Burns, l'arrangement est connu en particulier pour son célèbre solo en huit mesures de saxophone, qui intervient comme une pause entre les couplets.

## Histoire
La mélodie était initialement destinée à être chantée, puis a été essayée pour la guitare. Raphael Ravenscroft, un musicien de session ayant par ailleurs participé à l'album The Final Cut de Pink Floyd, était dans le studio pour enregistrer un bref morceau de saxophone soprano ; il suggéra d'enregistrer le solo en utilisant le saxophone alto qu'il avait dans sa voiture. Ce solo devint le « phénomène Baker Street » : une résurgence de la vente de saxophones et leur utilisation dans la musique pop mainstream et de la publicité TV.
Rafferty a écrit la chanson au cours d'une période où il essayait de se dégager des contrats des Stealers Wheel. Les problèmes juridiques entourant l'éclatement en 1975 de son ancien groupe empêchaient Rafferty d'effectuer une quelconque production en raison de différends sur des obligations contractuelles d'enregistrement. Durant cette période de sa vie, il dut se déplacer régulièrement entre son domicile près de Glasgow et Londres, où il vivait dans l'appartement d'un ami : à Baker Street.
La fin de ses problèmes juridiques et financiers est exprimée par la fin euphorique de la chanson : When you wake up it's a new morning / The sun is shining, it's a new morning / You're going, you're going home (« Quand tu te réveilles, c'est un nouveau matin / Le soleil brille, c'est un nouveau matin / Tu rentres, tu rentres chez toi. »)
Le solo de saxophone est aussi l'objet d'une légende urbaine au Royaume-Uni, créée dans les années 1980 par l'écrivain britannique et diffuseur Stuart Maconie. Maconie a faussement prétendu que l'acteur et présentateur de télévision britannique Bob Holness avait joué le solo de saxophone sur l'enregistrement. Par la suite, cette revendication abusive a été largement répétée.

## Classements et certifications
| Classement (1978)                      | Meilleure place |
| -------------------------------------- | --------------- |
| Afrique du Sud (Springbok Charts)      | 1               |
| Allemagne (Media Control AG)           | 3               |
| Australie (Kent Music Report)          | 1               |
| Autriche (Ö3 Austria Top 40)           | 4               |
| Belgique (Flandre Ultratop 50 Singles) | 9               |
| Canada (RPM Top Singles)               | 1               |
| États-Unis (Hot 100)                   | 2               |
| États-Unis (Adult Contemporary)        | 4               |
| États-Unis (Cash Box Top 100)          | 1               |
| France (SNEP)                          | 2               |
| Nouvelle-Zélande (RMNZ)                | 4               |
| Pays-Bas (Nederlandse Top 40)          | 9               |
| Pays-Bas (Single Top 100)              | 16              |
| Suisse (Schweizer Hitparade)           | 2               |
| Italie (FIMI)                          | 21              |

| Classement (2011)            | Meilleure place |
| ---------------------------- | --------------- |
| Pays-Bas (Single Top 100)    | 27              |
| Suisse (Schweizer Hitparade) | 53              |

| Classement (1978)                 | Meilleure place |
| --------------------------------- | --------------- |
| Australie (Kent Music Report)     | 10              |
| Afrique du Sud (Springbok Charts) | 16              |
| France (SNEP)                     | 19              |
| États-Unis (Cash Box)             | 12              |
| Italie (FIMI)                     | 40              |

| Pays              | Certification | Date            | Ventes    |
| ----------------- | ------------- | --------------- | --------- |
| Royaume-Uni (BPI) | Or            | 1er avril 1978  | 500 000   |
| États-Unis (RIAA) | Or            | 18 juillet 1978 | 1 000 000 |

## Musiciens
- Chant - Gerry Rafferty
- Saxophone - Raphael Ravenscroft
- Guitare solo - Hugh Burns
- Batterie - Henry Spinetti
- Basse - Gary Taylor (en) (Gerry Rafferty dans le clip).
- Claviers - Tommy Eyre (en)
- Percussion - Glen Le Fleur
- Guitare rythmique - Nigel Jenkins
- Arrangement pour cordes - Graham Preskett

## Reprises
- Undercover, (1992) sur l'album Discover This Groove, numero #2 on the UK charts. (dance) [réf. nécessaire]
- Waylon Jennings (Country)
- Corey Neil Doster (Country) [réf. nécessaire]
- Rick Springfield (Rock)
- The Shadows, (1979) sur l'album instrumental String of Hits
- Livingston Taylor (en) (Folk)
- Jars of Clay (en concert)
- Carnival in Coal (Heavy metal)
- Maynard Ferguson (1978) album Carnival (trompettiste Jazz)
- Baby Teeth (en) (en concert) Chicago pop/rock band  [réf. nécessaire]
- L'Orchestre symphonique de Londres
- Eric Gaffney (en), le cofondateur de Sebadoh, Uncharted WatersIndie (rock)
- State Radio January–February 2009 tour (Political rock)
- Scooter a samplé le solo de saxophone dans leur morceau "Nessaja," bande - son du film Brüno (techno)
- Jessie J album Who Are You (2011) [réf. nécessaire]
- Foo Fighters, sur la face B de "My Hero"
- Michael Mind, version Elektro-Dance en 2008
- Ali Campbell (2010) sur l'album Great British Songs.
- Dj Ross (2013) "Baker Street" feat Marvin (Dance)